# Key Net Radio
Key Net Radio (Keyらじ Key Raji) là chương trình phát thanh trên internet do nhà xuất bản Visual Art's và hãng visual novel Key sản xuất, chủ yếu nói về Key và các trò chơi do công ty phát triển. Buổi phát sóng đầu tiên được ra mắt trực tuyến vào ngày 13 tháng 12 năm 2007, và đến ngày 30 tháng 8 năm 2010, 30 tập đã được sản xuất. Chương trình được dẫn bởi Orito Shinji và Hinoue Itaru của Key, cùng một người phụ nữ khác tên là Chiro làm việc cho Pekoe, một thương hiệu sản xuất visual novel khác của Visual Art's. Những khách mời thường xuất hiện trong chương trình là Maeda Jun và Na-Ga, hai nhân viên khác của Key. Tính đến chương trình thứ 30, mỗi buổi phát sóng đầu được thu âm và đặt sẵn để có thể tải về từ website chính thức của Key sau khi được Orito hiệu chỉnh lại, Hinoue cũng làm thay công việc của Orito trong một số trường hợp. Sau đó, chương trình được phát sóng trực tiếp và phân phối như một bản ghi âm trên website chính thức của Key. Các buổi phát sóng có thể tải về từ blog chính thức của chương trình là 9 tập đầu tiên, các tập tiếp theo không còn cung cấp liên kết tải nữa. Những chương trình gần đây hơn có thể nghe trên kênh YouTube của Visual Art's tên là Visual Channel. Thính giả có thể gửi những cảm nghĩ và bất cứ đề xuất nào của họ về chương trình, tất cả cùng với các câu hỏi sẽ được đưa lên tổng đài để ba người tổ chức giải đáp. Linh vật của Key Net Radio tên là Kirara và do Hinoue Itaru thiết kế.

## Định dạng
Dẫn chương trình Key Net Radio gồm có ba người: Orito Shinji, một nhà soạn nhạc chủ chốt và đồng sáng lập của công ty Key; Hinoue Itaru, nhà chỉ đạo nghệ thuật, thiết kế nhân vật và cũng là đồng sáng lập của Key; và một phụ nữ khác là Chiro từ hãng visual novel Pekoe, cũng thuộc Visual Art's. Lời chào Key Raji wā (Keyらじわー) trước các thính giả do những người dẫn chương trình đọc, và cũng được sử dụng bởi các thính giả như phần mở đầu của những bản đề xuất. Đối với sáu buổi phát thanh đầu tiên, chương trình được chia thành năm phần, hay năm "góc", nhưng hai góc nữa đã được thêm vào từ buổi phát sóng thứ bảy của chương trình. Trong chương trình có năm góc, mỗi buổi phát sóng bắt đầu với những lời chào mừng của phát thanh viên và tiếp nối bằng những cảm nghĩ và ấn tượng đối với chương trình do thính giả gửi đến. Tiếp theo là một đoạn các phát thanh viên đối thoại một cách thân mật với nhau, rồi sau đó các phát thanh viên đọc thư từ các thính giả về sự hăng hái của họ đối với Key. Góc thứ tư là giải đáp những thắc mắc có liên quan do thính giả gửi đến, và cuối cùng là tiết mục thổi sáo của Orito; thính giả có thể gửi ý kiến về những nhạc phẩm của anh. Góc thêm vào thứ nhất liên quan đến các chuyện kinh dị mà các phát thanh viên có thể tự kể hay đọc lại từ thư của thính giả, và được thêm một phần cũng vì Hinoue thích các chuyện theo thể loại này. Góc thêm vào tiếp theo là nhiều bản đề nghị của thính giả miêu tả một nhân vật hư cấu mới, và Hinoue sẽ tiếp nhận các ý kiến đó để tạo ra nhân vật mới kết hợp yêu cầu của người hâm mộ. Những bản nhạc nền từ các soundtrack phát hành dưới nhãn Key Sounds Label, hãng thu âm của Key, sẽ được chơi suốt buổi phát sóng.

## Lịch sử phát sóng

### 2007–2008
Buổi phát thanh đầu tiên được thực hiện vào ngày 13 tháng 12 năm 2007 và dự định sẽ dài hơn một tiếng, nhưng sau đó đã bị cắt giảm thành 30 phút. Đề tài chính để thảo luận trong chương trinh là về những sản phẩm mà Key bán tại Comiket 73, tổ chức vào cuối tháng 12 năm 2007. Buổi phát thanh thứ hai là lời-chào-đặc biệt-cuối-năm ra mắt ngày 28 tháng 12 năm 2007 và dài hơn buổi đầu với thời lượng 41 phút 30 giây. Buổi phát thanh thứ ba là phiên bản Mở rộng Đầu năm xuất xưởng ngày 22 tháng 1 năm 2008 và chạy trong 43 phút 30 giây. Buổi phát thanh thứ tư thực hiện vào ngày 25 tháng 2 năm 2008, đề tài chính là về album OTSU Vol. 2 sắp phát hành, và chạy trong 39 phút 6 giây. Buổi phát thanh thứ năm là vào ngày 19 tháng 3 năm 2008 với thời lượng rất dài và vì vậy được chia thành hai phần, phần đầu dài 38 phút 12 giây và phần sau dài 30 phút 40 giây. Điểm đặc biệt của chương trình thứ năm này là sự hiện diện của Na-Ga với vai trò khách mời.
Buổi phát thanh thứ sáu ra mắt ngày 14 tháng 4 năm 2008 và chạy trong 41 phút 26 giây; đây là chương trình dầu tiên do Hinoue Itaru hiệu chỉnh thay vì như trước đây là Orito Shinji. Buổi phát thanh thứ bảy thực hiện vào ngày 17 tháng 5 năm 2008 có thời lượng 42 phút 3 giây; chương trình tiếp tục được hiệu chỉnh bởi Hinoue. Trọng tâm chính của buổi phát thanh thứ bảy là những đóng góp đặc biệt của người nghe. Buổi phát thanh thứ tám phát hành ngày 26 tháng 5 năm 2008 và chạy trong 48 phút 37 giây. Trọng tâm chính của chương trình thứ tám là tường thuật và thảo luận về buổi hòa nhạc OTSU #02 và KSL Live World 2008 tổ chức trong tháng 5 cùng năm. Buổi phát thanh thứ chín ra mắt ngày 19 tháng 6 năm 2008 với thời lượng 54 phút 19 giây. Trọng tâm của chương trình lần này là sự xuất hiện của ca sĩ khách mời Lia. Buổi phát thanh thứ mười thực hiện vào ngày 11 tháng 7 năm 2008 và chạy trong 49 phút 50 giây. Điểm đặc biệt của chương trình là sự tham gia của Maeda Jun với vai trò khách mời và những báo cáo về Little Busters! Ecstasy.
Buổi phát thanh thứ 11 ra mắt ngày 8 tháng 8 năm 2008 và chạy trong 41 phút. Do hai buổi phát thanh trước có thêm phần trò chuyện với khách mời, không đủ thời gian để trả lời câu hỏi của người nghe, vì vậy chương trình thứ 11 dành một phần đặc biệt cho những phản hồi của thính giả. Buổi phát sóng thứ 12, phát hành ngày 19 tháng 9 năm 2008, chạy trong 59 phút 20 giây và được thu âm trong một quán bar thay vì trong phòng sản xuất như bình thường. Buổi phát thanh thứ 13 xuất xưởng ngày 15 tháng 10 năm 2008 với thời lượng 53 phút 51 giây. Chương trình lần này chủ yếu tập trung vào các thông tin liên quan đến visual novel chưa phát hành của Key là Rewrite, và tiêu điểm là sự xuất hiện của Tonokawa Yūto, người viết kịch bản cho Rewrite, với vai trò khách mời. Buổi phát thanh thứ 14 ra mắt vào ngày 21 tháng 11 năm 2008 có độ dài khoảng 53 phút 6 giây. Chương trình tập trung bàn về dịp kỉ niệm một năm thành lập sắp tới của Key Net Radio vào tháng 12 cùng năm, và các câu hỏi sẽ được bốc thăm để trả lời. Buổi phát sóng thứ 15 thực hiện vào ngày 24 tháng 12 năm 2008 có thời lượng rất dài và được chia thành hai phần, phần đầu chạy trong 69 phút 4 giây, và phần thứ hai dài 43 phút 21 giây. Phần đầu chủ yếu là nhìn lại và thảo luận về những buổi phát thanh trước đó, còn phần sau nói về các mặt hàng được Key bán tại Comiket 75, diễn ra vào cuối tháng 12 năm 2008.

### 2009–2010
Buổi phát thanh thứ 16 ra mắt ngày 21 tháng 1 năm 2009 và chạy trong khoảng 41 phút 35 giây. Chương trình tập trung vào bản báo cáo về sự tham gia của Key tại Comiket 75, và cung cấp một số thông tin mới về sự kiện Key 10th Memorial Fes, kỷ niệm 10 năm thành lập Key, sắp được tổ chức từ ngày 28 tháng 2 đến 1 tháng 3 năm 2009. Buổi phát thanh thứ 17 xuất xưởng vào ngày 13 tháng 2 năm 2009 với thời lượng 28 phút 30 giây. Chương trình tập trung nói về nhiều mặt hàng sẽ được bán tại Key 10th Memorial Fes, và cũng là buổi phát thanh ngắn nhất từng được thực hiện. Buổi phát thanh thứ 18 thực hiện vào ngày 19 tháng 3 năm 2009 và chạy trong 81 phút 42 giây. Chương trình này sử dụng một trong hai bản thu âm của buổi phát thanh Key Net Radio đặc biệt thực hiện tại lễ hội Key 10th Memorial Fes từ 28 tháng 2 đến 1 tháng 3 năm 2009. Buổi phát thanh thứ 19 ra mắt ngày 9 tháng 4 năm 2009 với độ dài 42 phút 30 giây. Chương trình tập trung vào lần phát sóng Key Net Radio trực tiếp sẽ thực hiện ở Osaka, Nhật Bản trong hai giờ vào ngày 6 tháng 5 năm 2009. Buổi phát thanh thứ 20 phát hành ngày 22 tháng 5 năm 2009 với thời lượng 54 phút 3 giây. Chương trình này chủ yếu tường thuật lại các sự kiện trực tiếp đã diễn ra ở Osaka.
Buổi phát thanh thứ 21 ra mắt ngày 31 tháng 7 năm 2009 và chạy trong 39 phút 30 giây. Chương trình lần này được mô tả là "buổi phát sóng thường xuyên" báo cáo các tin tức và sự kiện thông thường của Key. Buổi phát thanh thứ 22 thực hiện vào ngày 24 tháng 9 năm 2009 và chạy trong 41 phút 42 giây. Chương trình đã tường thuật lại sự kiện VIP (Visual Information Party) lần hai do Visual Art's và Key tổ chức vào ngày 28 tháng 8 năm 2009; Orito Shinji đã không tham gia vào lần phát sóng này. Buổi phát thanh thứ 23 xuất xưởng ngày 4 tháng 12 năm 2009 có độ dài 34 phút 40 giây. Chương trình tập trung vào các mặt hàng mà Key sẽ bán tại Comiket 77, tổ chức vào cuối tháng 12 năm 2009. Buổi phát thanh thứ 24 ra mắt ngày 29 tháng 12 năm 2009 và chạy trong 50 phút 40 giây. Chương trình này ôn lại tổng quát các sự kiện mà Key tham gia trong năm 2009 vừa qua.. Buổi phát thanh thứ 25 thực hiện vào ngày 28 tháng 1 năm 2010 và chạy trong 37 phút 30 giây. Tập 25 tập trung vào việc sắp xếp lại các góc của chương trình.
Buổi phát thanh thứ 26 phát hành ngày 26 tháng 2 năm 2010 có độ dài 46 phút 40 giây. Một lần nữa nó được mô tả là "buổi phát sóng thường xuyên" báo cáo các tin tức và sự kiện thông thường của Key, mặc dù cũng giới thiệu thêm một góc mới cho chương trình. Buổi phát thanh thứ 27 ra mắt ngày 24 tháng 3 năm 2010 với thời lượng 55 phút 50 giây. Chương trình lần này tập trung vào sự kiện đặc biệt Kud Wafter do Visual Art's tổ chức vào ngày 3 tháng 4 năm 2010. Buổi phát thanh thứ 28 xuất xưởng ngày 26 tháng 4 năm 2010 và chạy trong 33 phút 50 giây. Tập này chủ yếu bàn về tình trạng hiện tại của Key Net Radio và những thay đổi của chương trình có thể sẽ được thực hiện. Buổi phát thanh thứ 29 ra mắt 14 tháng 6 năm 2010 có độ dài 1 giờ, 1 phút 10 giây. Chương trình có sự hiện diện của các nhân viên phát triển Kud Wafter với vai trò khách mời và tập trung vào quá trình phát triển của trò chơi, cũng như trả lời các câu hỏi được những người hâm mộ gửi cho nhóm phát triển. Buổi phát thánh thứ 30 thực hiện vào ngày 30 tháng 8 năm 2010 và chạy trong 55 phút 30 giây. Đây là chương trình cuối cùng được thu âm lại và phân phối trên website chính thức của Key sau đó.

### Khác
Một buổi phát thanh độc quyền có tựa đề Key Net Radio Push!! ver chứa trong số ra tháng 8 năm 2008 của tạp chí Push!!, bán ngày 21 tháng 6 năm 2008. Điểm nổi bật của chương trình là sự tham gia của nhà biên kịch Kai với vai trò khách mời. Kai từng cộng tác với Key trong visual novel CLANNAD, mặc dù tác phẩm có sự tham gia gần đây nhất của ông là tựa game 5 của hãng Ram. Một đĩa CD đôi biên soạn mang tên Key Net Radio Vol. 1 gắn mã số lô hàng KSLC-0006—0007 chứa 15 buổi phát thanh đầu tiên của chương trình cộng với một tập đặc biệt bổ sung trong Key 10th Memorial Fes vào ngày 28 tháng 2 năm 2009; nó sẽ được bán chính thức vào ngày 29 tháng 7 năm 2011. Một chương trình phát thanh đặc biệt khác đã ra mắt vào ngày 22 tháng 4 năm 2009 có thời lượng 9 phút 50 giây. Buổi phát thanh tập trung vào các tin tức liên quan đến lần phát sóng trực tiếp vào ngày 6 tháng 5 năm 2009. Key Net Radio cũng thực hiện một chương trình trực tiếp khác trên Ustream vào ngày 13 tháng 5 năm 2010. Một buổi phát sóng tương tự cũng đã tổ chức trên Ustream vào ngày 22 tháng 12 năm 2010. Một CD biên tập khác, Key Net Radio Vol. 2, chứa các buổi phát thanh từ 16 đến 30 với nhạc dạo đầu là bài "World Link" bởi KOTOKO sẽ ra mắt vào ngày 29 tháng 7 năm 2011.